# Egil

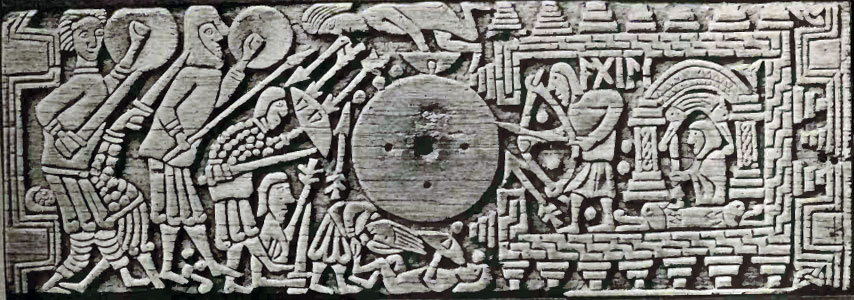
Pannello del Cofanetto Franks raffigurante Ægil e la moglie chiusi nel dongione, con Ægil che spara frecce contro gli assalitori. Il nome Ægili è scritto in caratteri runici sopra l'arciere

Egil (norreno Egill; proto-germanico Agilaz) è un eroe leggendario della Völundarkviða e della Þiðrekssaga. Potrebbe trattarsi dello stesso personaggio chiamato Ægil in antico inglese (Cofanetto Franks) e Aigil in allemannico (fibbia di Pforzen).
La forma proto-germanica della leggenda può solo essere immaginata, ma sembra che Egil fosse un rinomato arciere che difendeva un dongione assieme alla moglie Ölrún, da numerosi assalitori. La fibbia di Pforzen cita Aigil e Ailrun, forse aggiungendo il fatto che combatterono una battaglia sul fiume Ilz. Il Franks Casket raffigura la scena di Ægil e della moglie chiusi nel dongione, con Ægil che lancia frecce contro gli assalitori.

## Völundarkviða
Nella Völundarkviða, Egill è figlio del re dei Finnar e fratello degli eroi Slagfiðr e Völundr. Un giorno i tre fratelli sorprendono tre valchirie che hanno il potere di trasformarsi in cigni e le prendono mogli. Slagfiðr sposa Hlaðguðr svanhvít, Völundr sposa Hervör alvitr, Egill sposa Ölrún. Dopo nove inverni trascorsi insieme, le tre donne si trasformano nuovamente in cigni e volano via per compiere il loro destino di valchirie. I tre mariti, tornati dalla caccia, scoprono la fuga delle spose e si mettono alla loro ricerca: Egill parte verso est e Slagfiðr verso sud. Völundr invece rimane a casa sperando nel ritorno della sua Hervör.

## Þiðrekssaga
Nella Þiðrekssaga (Saga di Teoderico da Verona) Egill è un famoso arciere figlio del gigante Vaði e fratello di Velent il fabbro (il Völundr della Völundarkviða). Allorché Velent viene azzoppato e fatto prigioniero dal malvagio re Niðungr, Egill giunge alla corte del sovrano per soccorrere il fratello e porta con sé il figlioletto di tre anni. Il re lo vuole mettere alla prova e lo costringe a colpire con una singola freccia una mela posta sulla testa del bambino. Egill prepara tre frecce, scocca e colpisce il frutto al primo colpo. Quando il re gli chiede cosa volesse fare con le altre due frecce, Egill risponde che, se avesse per sbaglio ucciso il figlio con la prima, avrebbe indirizzato al re le restanti. Niðungr elogia la sincerità dell'arciere e lo accoglie nella corte (cap. 128).
In questo modo Egill riesce a incontrare Velent, che gli chiede di procurargli delle piume d'uccello. Egill gliene porta una gran quantità e Velent costruisce con esse un paio di ali. Poi fugge in volo dalla fucina in cui è relegato. Niðungr, quando si accorge che il prigioniero sta fuggendo, ordina ad Egill di colpirlo, ma Egill, d'accordo col fratello, mira a una sacchetta di sangue che Velent si è legato sotto il braccio. Niðungr vede il sangue sprizzare e crede che il fuggiasco sia ferito a morte. In questo modo Velent riesce a salvarsi (cap. 135).